# 不断経
『不断経』（ふだんきょう、巴: Anupada-sutta, アヌパダ・スッタ）とは、パーリ仏典経蔵中部に収録されている第111経。
釈迦が、比丘たちにサーリプッタ（舎利弗）を引き合いに出しつつ仏法を説いていく。

## 構成

### 登場人物
- 釈迦

### 場面設定
ある時、釈迦はサーヴァッティー（舎衛城）のアナータピンディカ園（祇園精舎）に滞在していた。
釈迦は比丘たちに、サーリプッタ（舎利弗）が賢者であることと、その理由として彼が具えている六つの智慧、そして彼が修めている九次第定を説く。
比丘たちは歓喜する。

## 日本語訳
- 『南伝大蔵経・経蔵・中部経典4』（第11巻下） 大蔵出版
- 『パーリ仏典 中部（マッジマニカーヤ）後分五十経篇I』 片山一良訳 大蔵出版
- 『原始仏典 中部経典4』（第7巻） 中村元監修 春秋社